# Campionati europei individuali di ginnastica artistica 2015
I VI Campionati europei individuali di ginnastica artistica sono stati la 6ª edizione dei Campionati europei di ginnastica artistica con competizioni a livello individuale. Si sono svolti in Francia, a Montpellier, dal 13 al 19 aprile 2015.

## Programma
| Data      | Ora (UTC+1)   | Maschile                                 | Femminile                        |
| --------- | ------------- | ---------------------------------------- | -------------------------------- |
| 13 aprile | 10:30 - 21:30 | —                                        | Podium Training                  |
| 14 aprile | 10:30 - 20:30 | Podium Training                          | —                                |
| 15 aprile | 10:30 - 12:30 | —                                        | Qualificazioni (1 suddivisione)  |
| 15 aprile | 13:45 - 14:15 | Cerimonia di apertura                    | Cerimonia di apertura            |
| 15 aprile | 14:30 - 21:30 | —                                        | Qualificazioni (3 suddivisioni)  |
| 16 aprile | 10:30 - 20:30 | Qualificazioni (3 suddivisioni)          | —                                |
| 17 aprile | 14:00 - 15:45 | —                                        | Concorso individuale             |
| 17 aprile | 18:30 - 21:00 | Concorso individuale                     | —                                |
| 18 aprile | 14:30 - 17:00 | Corpo libero Cavallo con maniglie Anelli | Volteggio Parallele asimmetriche |
| 19 aprile | 14:30 - 17:20 | Volteggio Parallele simmetriche Sbarra   | Trave Corpo libero               |

## Podi

### Maschile
| Evento                           | Oro                    | Punti  | Argento                                  | Punti  | Bronzo          | Punti  |
| Concorso individuale (dettagli)  | Oleh Vernjajev         | 89.582 | David Beljavskij                         | 88.131 | Danny Purvis    | 87.423 |
| Corpo libero (dettagli)          | Kristian Thomas        | 15.166 | David Beljavskij                         | 15.066 | Pablo Brägger   | 14.941 |
| Cavallo con maniglie (dettagli)  | Louis Smith            | 15.800 | Harutyum Merdinyan                       | 15.333 | Alberto Busnari | 15.200 |
| Anelli (dettagli)                | Eleutherios Petrounias | 15.866 | Denis Abljazin Samir Aït Saïd            | 15.566 | —               | —      |
| Volteggio (dettagli)             | Nikita Nagornyj        | 15.099 | Denis Abljazin Ihor Radivilov            | 15.083 | —               | —      |
| Parallele simmetriche (dettagli) | Oleh Vernjajev         | 15.866 | Christian Baumann Marius Daniel Berbecar | 15.300 | —               | —      |
| Sbarra (dettagli)                | Marijo Možnik          | 14.833 | Sam Oldham                               | 14.766 | Vlasios Maras   | 14.666 |

### Femminile
| Evento                            | Oro                | Punti  | Argento            | Punti  | Bronzo             | Punti  |
| Concorso individuale (dettagli)   | Giulia Steingruber | 57.873 | Marija Charenkova  | 57.132 | Ellie Downie       | 56.623 |
| Volteggio (dettagli)              | Marija Paseka      | 15.250 | Giulia Steingruber | 15.149 | Ksenija Afanas'eva | 14.866 |
| Parallele asimmetriche (dettagli) | Dar'ja Spiridonova | 15.466 | Rebecca Downie     | 15.233 | Sanne Wevers       | 14.200 |
| Trave (dettagli)                  | Andreea Munteanu   | 14.366 | Rebecca Downie     | 14.300 | Claire Martin      | 14.200 |
| Corpo libero (dettagli)           | Ksenija Afanas'eva | 14.733 | Claudia Fragapane  | 14.633 | Giulia Steingruber | 14.466 |

## Risultati (in dettaglio)

### Concorso individuale maschile
| Pos.    | Ginnasta            | Nazione     | Attrezzo     | Attrezzo | Attrezzo | Attrezzo  | Attrezzo  | Attrezzo | Totale |
| Pos.    | Ginnasta            | Nazione     | Corpo libero | Cavallo  | Anelli   | Volteggio | Parallele | Sbarra   | Totale |
| ------- | ------------------- | ----------- | ------------ | -------- | -------- | --------- | --------- | -------- | ------ |
| Oro     | Oleh Vernjajev      | Ucraina     | 14.400       | 15.000   | 15.233   | 14.933    | 16.116    | 13.900   | 89.582 |
| Argento | David Beljavskij    | Russia      | 14.900       | 13.566   | 14.533   | 15.100    | 15.566    | 14.466   | 88.131 |
| Bronzo  | Daniel Purvis       | Regno Unito | 14.933       | 14.566   | 14.433   | 14.691    | 15.000    | 13.800   | 87.423 |
| 4       | Artur Davtyan       | Armenia     | 14.141       | 14.483   | 14.566   | 15.133    | 14.541    | 13.500   | 86.364 |
| 5       | Oleg Stepko         | Azerbaigian | 14.500       | 14.600   | 13.858   | 14.600    | 15.166    | 13.500   | 86.224 |
| 6       | Sam Oldham          | Regno Unito | 14.766       | 14.666   | 13.966   | 14.566    | 13.433    | 14.791   | 86.188 |
| 7       | Dzmitry Barkalau    | Bielorussia | 13.633       | 13.891   | 14.100   | 14.433    | 14.366    | 14.533   | 84.956 |
| 8       | Christian Baumann   | Svizzera    | 14.266       | 13.866   | 14.066   | 13.958    | 14.933    | 13.866   | 84.955 |
| 9       | Petro Pachnjuk      | Azerbaigian | 14.100       | 14.600   | 13.841   | 14.200    | 14.533    | 13.633   | 84.840 |
| 10      | Claudio Capelli     | Svizzera    | 15.066       | 13.133   | 13.700   | 14.421    | 14.966    | 12.500   | 84.606 |
| 11      | Nikolaj Kuksenkov   | Russia      | 13.500       | 13.633   | 14.666   | 14.366    | 13.233    | 14.566   | 83.964 |
| 12      | Nikolaos Iliopoulos | Grecia      | 13.900       | 13.966   | 13.466   | 14.300    | 14.566    | 13.733   | 83.931 |
| 13      | Stian Skjerahaug    | Norvegia    | 14.200       | 14.300   | 13.108   | 14.466    | 14.100    | 13.433   | 83.607 |
| 14      | Rokas Guščinas      | Lituania    | 13.966       | 14.766   | 13.825   | 13.933    | 14.016    | 12.400   | 82.906 |
| 15      | Mykyta Yermak       | Ucraina     | 14.200       | 13.966   | 13.166   | 14.066    | 14.533    | 12.966   | 82.897 |
| 16      | Ludovico Edalli     | Italia      | 12.066       | 13.866   | 13.333   | 14.333    | 14.533    | 13.733   | 81.864 |
| 17      | Karl Oskar Kirmes   | Finlandia   | 14.300       | 12.833   | 13.833   | 13.900    | 13.466    | 13.300   | 81.632 |
| 18      | Tallon Fernandez    | Spagna      | 14.666       | 12.300   | 13.958   | 14.533    | 13.133    | 13.033   | 81.623 |
| 19      | Marios Georgiou     | Cipro       | 13.925       | 13.900   | 13.033   | 14.300    | 12.933    | 13.500   | 81.591 |
| 20      | Axel Augis          | Francia     | 14.266       | 12.366   | 13.133   | 13.333    | 14.716    | 13.500   | 81.314 |
| 21      | Maxime Gentges      | Belgio      | 14.066       | 14.408   | 13.500   | 13.000    | 13.900    | 12.300   | 81.174 |
| 22      | Artem Dolgopyat     | Israele     | 14.600       | 12.700   | 12.133   | 14.333    | 13.066    | 13.333   | 80.165 |
| 23      | Tomas Kuzmickas     | Lituania    | 14.233       | 11.400   | 13.066   | 14.200    | 13.433    | 13.366   | 79.698 |
| 24      | Ferhat Arıcan       | Turchia     | 12.300       | 12.708   | 11.950   | 14.766    | 13.366    | 13.266   | 78.356 |

### Corpo libero maschile
| Pos.    | Ginnasta                        | D Score | E Score | Pen. | Totale |
| ------- | ------------------------------- | ------- | ------- | ---- | ------ |
| Oro     | Kristian Thomas                 | 6.2     | 8.966   | —    | 15.166 |
| Argento | David Beljavskij                | 6.6     | 8.466   | —    | 15.066 |
| Bronzo  | Pablo Braegger                  | 6.5     | 8.541   | 0.1  | 14.941 |
| 4       | Alexander Shatilov              | 6.5     | 8.433   | —    | 14.933 |
| 5       | Zapata Santana Rayderley Miguel | 6.7     | 8.300   | 0.1  | 14.900 |
| 6       | Bart Deurloo                    | 6.5     | 8.366   | —    | 14.866 |
| 7       | Tomislav Marković               | 6.3     | 7.433   | —    | 13.733 |
| 8       | Andrej Korosteljev              | 6.4     | 6.333   | 0.3  | 12.433 |

### Cavallo con maniglie
| Pos.    | Ginnasta           | D Score | E Score | Pen. | Totale |
| ------- | ------------------ | ------- | ------- | ---- | ------ |
| Oro     | Louis Smith        | 6.9     | 8.900   | —    | 15.800 |
| Argento | Harutyum Merdinyan | 6.7     | 8.633   | —    | 15.333 |
| Bronzo  | Alberto Busnari    | 6.8     | 8.400   | —    | 15.200 |
| 4       | Robert Seligman    | 6.3     | 8.700   | —    | 15.000 |
| 5       | Vid Hidvegi        | 6.6     | 8.300   | —    | 14.900 |
| 6       | Oleg Stepko        | 6.5     | 8.166   | —    | 14.666 |
| 7       | Dmitrijs Trefilovs | 6.3     | 7.808   | —    | 14.108 |
| 8       | Matvei Petrov      | 6.1     | 6.933   | —    | 13.033 |

### Anelli
| Pos.    | Ginnasta               | D Score | E Score | Pen. | Totale |
| ------- | ---------------------- | ------- | ------- | ---- | ------ |
| Oro     | Eleutherios Petrounias | 6.8     | 9.066   | —    | 15.866 |
| Argento | Samir Aït Saïd         | 6.8     | 8.766   | —    | 15.566 |
| Argento | Denis Abljazin         | 6.8     | 8.766   | —    | 15.566 |
| 4       | Lambertus Van Gelder   | 6.8     | 8.733   | —    | 15.533 |
| 5       | Davtyan Vahagn         | 6.6     | 8.733   | —    | 15.533 |
| 6       | Artur Tovmasyan        | 6.7     | 8.600   | —    | 15.300 |
| 6       | Matteo Morandi         | 6.7     | 8.600   | —    | 15.300 |
| 8       | Courtney Tulloch       | 6.7     | 8.533   | —    | 15.233 |

### Volteggio maschile
| Pos.    | Ginnasta          | D. Score | E. Score | Penalità | 1° Parziale | D. Score | E. Score | Penalità | 2° Parziale | Totale |
| ------- | ----------------- | -------- | -------- | -------- | ----------- | -------- | -------- | -------- | ----------- | ------ |
| Oro     | Nikita Nagornyj   | 6.0      | 9.266    | —        | 15.266      | 5.6      | 9.333    | —        | 14.933      | 15.099 |
| Argento | Denis Abljazin    | 6.4      | 8.800    | 0.3      | 14.900      | 6.2      | 9.066    | —        | 15.266      | 15.083 |
| Argento | Ihor Radivilov    | 6.0      | 9.266    | —        | 15.266      | 6.0      | 9.200    | 0.3      | 14.900      | 15.083 |
| 4       | Artur Davtyan     | 6.0      | 9.058    | 0.3      | 14.758      | 6.0      | 8.908    | 0.1      | 14.808      | 14.783 |
| 5       | Kristian Thomas   | 6.0      | 8.733    | 0.3      | 14.433      | 5.6      | 8.966    | —        | 14.566      | 14.499 |
| 6       | Benjamin Gischard | 5.6      | 8.000    | —        | 13.600      | 5.6      | 9.166    | —        | 14.766      | 14.183 |
| 7       | Andrey Medvedev   | 5.6      | 7.766    | —        | 13.366      | 6.0      | 8.400    | —        | 14.300      | 13.833 |
| 8       | Matthias Fahrig   | 6.0      | 7.600    | 0.3      | 13.300      | 5.5      | 8.733    | —        | 14.033      | 13.666 |
| Pos.    | Ginnasta          | 1° Salto | 1° Salto | 1° Salto | 1° Salto    | 2° Salto | 2° Salto | 2° Salto | 2° Salto    | Totale |

### Parallele simmetriche
| Pos.    | Ginnasta             | D Score | E Score | Pen. | Totale |
| ------- | -------------------- | ------- | ------- | ---- | ------ |
| Oro     | Oleh Vernjajev       | 6.9     | 8.966   | —    | 15.866 |
| Argento | Marius Berbecar      | 6.7     | 8.600   | —    | 15.300 |
| Argento | Christian Baumann    | 6.4     | 8.900   | —    | 15.300 |
| 4       | Oleg Stepko          | 6.5     | 8.766   | —    | 15.266 |
| 5       | Andrei Muntean       | 6.6     | 8.533   | —    | 15.133 |
| 6       | Petro Pachnjuk       | 6.5     | 8.466   | —    | 14.966 |
| 7       | Ferhat Arıcan        | 6.2     | 7.633   | —    | 13.833 |
| 8       | Aliaksandr Tsarevich | 4.0     | 8.733   | —    | 12.733 |

### Sbarra
| Pos.    | Ginnasta             | D Score | E Score | Pen. | Totale |
| ------- | -------------------- | ------- | ------- | ---- | ------ |
| Oro     | Marijo Moznik        | 6.7     | 8.133   | —    | 14.833 |
| Argento | Sam Oldham           | 6.5     | 8.266   | —    | 14.766 |
| Bronzo  | Vlasios Maras        | 6.6     | 8.066   | —    | 14.666 |
| 4       | Aliaksandr Tsarevich | 6.7     | 7.933   | —    | 14.633 |
| 5       | Alexander Shatilov   | 6.5     | 8.066   | —    | 14.566 |
| 6       | Kristian Thomas      | 6.5     | 7.533   | —    | 14.033 |
| 7       | Axel Augis           | 6.3     | 7.466   | —    | 13.766 |
| 8       | Pablo Braegger       | 6.0     | 6.433   | —    | 12.433 |
| 9       | Dzmitry Barkalau     | 5.8     | 6.233   | —    | 12.033 |

### Concorso individuale femminile
| Pos.    | Ginnasta              | Nazione     | Attrezzo  | Attrezzo  | Attrezzo | Attrezzo     | Totale |
| Pos.    | Ginnasta              | Nazione     | Volteggio | Parallele | Trave    | Corpo libero | Totale |
| ------- | --------------------- | ----------- | --------- | --------- | -------- | ------------ | ------ |
| Oro     | Giulia Steingruber    | Svizzera    | 15.266    | 13.666    | 14.375   | 14.566       | 57.873 |
| Argento | Marija Charenkova     | Russia      | 13.933    | 14.066    | 15.000   | 14.133       | 57.132 |
| Bronzo  | Ellie Downie          | Regno Unito | 14.833    | 14.233    | 13.891   | 13.666       | 56.623 |
| 4       | Erika Fasana          | Italia      | 14.533    | 13.500    | 13.941   | 14.500       | 56.474 |
| 5       | Marta Pihan-Kulesza   | Polonia     | 13.733    | 13.966    | 13.333   | 14.166       | 55.198 |
| 6       | Claudia Fragapane     | Regno Unito | 14.533    | 13.400    | 12.433   | 14.533       | 54.899 |
| 7       | Laura Jurcă           | Romania     | 14.766    | 12.866    | 13.500   | 13.733       | 54.865 |
| 8       | Ana Filipa Martins    | Portogallo  | 13.833    | 13.733    | 13.300   | 13.833       | 54.699 |
| 9       | Martina Rizzelli      | Italia      | 14.333    | 13.900    | 13.100   | 13.333       | 54.666 |
| 10      | Diana Bulimar         | Romania     | 13.766    | 13.533    | 13.666   | 13.666       | 54.631 |
| 11      | Loan His              | Francia     | 13.958    | 13.966    | 12.666   | 13.533       | 54.123 |
| 12      | Eythora Thorsdottir   | Paesi Bassi | 13.700    | 13.966    | 13.466   | 12.666       | 53.798 |
| 13      | Dar'ja Spiridonova    | Russia      | 13.700    | 15.350    | 12.166   | 12.300       | 53.516 |
| 14      | Ana Perez Campos      | Spagna      | 13.766    | 12.966    | 13.466   | 12.466       | 52.664 |
| 15      | Ainoha Carmona Urbano | Spagna      | 13.600    | 12.700    | 13.266   | 12.500       | 52.066 |
| 16      | Claire Martin         | Francia     | 12.700    | 11.666    | 13.766   | 13.833       | 51.965 |
| 17      | Barbora Mokosova      | Slovacchia  | 13.700    | 12.900    | 12.700   | 12.566       | 51.866 |
| 18      | Pauline Tratz         | Germania    | 13.900    | 11.800    | 12.500   | 13.266       | 51.466 |
| 19      | Houry Gebeshian       | Armenia     | 13.633    | 12.666    | 12.266   | 12.633       | 51.198 |
| 20      | Dyonnailys Supriana   | Paesi Bassi | 13.500    | 12.766    | 11.700   | 13.100       | 51.066 |
| 21      | Jessica Diacci        | Svizzera    | 12.600    | 12.066    | 13.300   | 12.933       | 50.899 |
| 22      | Kitti Honti           | Ungheria    | 13.266    | 12.733    | 11.566   | 12.600       | 50.165 |
| 23      | Kristina San'kova     | Ucraina     | 13.800    | 11.300    | 10.833   | 13.433       | 49.366 |
| 24      | Jonna Adlerteg        | Svezia      | —         | —         | —        | 11.166       | 11.166 |